# 村田映里佳
村田 映里佳（むらた えりか、1980年1月6日 - ）は、静岡県出身。旧姓 畑中 映里佳（はたなか えりか）、無名塾出身。株式会社expresser 所属。2006年10月に20歳年上の俳優・村田雄浩と結婚。

## 出演

### テレビドラマ
- 男の選びかた（1997年1月〜3月、東海テレビ・泉放送制作） - 真由 役
- 不思議の国の17歳（1997年、名古屋テレビ）
- あぐり（1997年、NHK）
- おそるべしっっ!!!音無可憐さん（1998年、ANB） - 岸宏子 役
- あぶない刑事フォーエヴァーTVスペシャル'98（1998年8月28日、NTV）
- はぐれ刑事純情派 第15シリーズ（2002年、テレビ朝日 / 東映）第14話「嫉妬殺人!?40才違いの恋人の秘密」 - 遠藤クミ 役
- ショムニ（CX） - 受付嬢の1人 役
  - ショムニFINAL（2002年7月 - 9月）
  - ショムニFOREVER（2003年1月1日）
- 女神の恋（2003年、NHK）
- OL銭道 第11話（2003年、ANB）
- 月曜ミステリー劇場（TBS）
  - 「ムコ入り刑事 高山家・明の事件ファイル1」（2003年12月1日）
  - 「早乙女千春の添乗報告書15 奥軽井沢湯けむりツアー殺人事件」（2004年1月12日） - 金子美登里 役
  - 「松本清張特別企画・殺意」（2004年10月11日） - 前川裕子 役
  - 「財務捜査官 雨宮瑠璃子2 美容整形の誘惑が死を招く…謎の名門女子大連続殺人!! 25億の架空寄付金に秘められた驚愕の真実とは!? 領収書の暗号が真犯人を暴く」（2005年4月25日） - 内田亜由美 役
- 赤い月（2004年、TX） - 山田妙子 役
- 銭形平次 村上弘明版 第3話「哀しい嘘! 死神と呼ばれた女!!」（2004年04月19日、ANB） - おさよ 役
- 水戸黄門（TBS）
  - 第33部第1話「将軍を狙った男・駿府」（2004年） - 綾 役
  - 第35部第1話（2時間SP）「風雲急を告げる高松城・水戸・江戸・高松」（2005年）
- 金曜エンタテイメント（CX）
  - 「結婚相談員・末永卯月の推理案内状 地獄の花嫁5 ジューンブライドは悲劇の序章 母がひた隠す花嫁出生の秘密…」（2004年7月2日） - 坪井千夏 役
  - 「大空港警察副署長 日暮征次郎走る！」（2005年7月22日）
- 渡る世間は鬼ばかり（2006年4月〜、TBS） - 大川比呂 役
- 土曜ワイド劇場「検事・朝日奈耀子5」（2006年11月11日、EX）
- 金曜プレステージ「白衣の天使は見た!!外科病棟殺人カルテ」（2008年12月12日、CX） - 佐藤悦子 役
- ラジエーションハウスII～放射線科の診断レポート～ 第10話（2021年12月6日、フジテレビ）

### 映画
- あぶない刑事フォーエヴァー THE MOVIE（1998年）
- ヘルドックス（2022年9月16日公開）- カタコトの中国女 役

### 舞台
- ティーチャーズ〜職員室より愛を込めて〜（2007年5月、博品館劇場）

## 歌
- 幸せな一日〜ビッグママのテーマ〜(『南の島の小さな飛行機バーディー』サウンドトラック収録)